# Fita Mixada - Rotação 33
Fita Mixada - Rotação 33 é o segundo álbum solo do DJ KL Jay, sendo a primeira Mixtape. Conta com a participação de diversos dinossauros do rap nacional, como MV Bill, SP Funk, GOG, Xis, 509-E, SNJ,De Leve e, é claro, os Racionais MC's, além de alguns jovens rappers como Kamau, Livia Cruz, Aori e Slim Rimografia, todos cantando suas próprias rimas.

## Faixas
| Nº | Título                            | Compositor(es)    | Produtor(es) | Duração |
| -- | --------------------------------- | ----------------- | ------------ | ------- |
| 1  | Introdução (Ao Vivo em Poá)       | Racionais MC's    | KL Jay       | 0:17    |
| 2  | Bem pior                          | Xis               | KL Jay       | 3:11    |
| 3  | O enxame                          | SP Funk           | KL Jay       | 2:34    |
| 4  | Só mais um maluco                 | MV Bill           | KL Jay       | 1:08    |
| 5  | É o crime                         | GOG               | KL Jay       | 0:31    |
| 6  | Uh barato é louco                 | 509-E             | KL Jay       | 1:17    |
| 7  | Ó qui progresso                   | Z'África Brasil   | KL Jay       | 1:44    |
| 8  | Eu não sou rei                    | Max B.O           | KL Jay       | 0:48    |
| 9  | Se tu lutas, tu conquistas        | SNJ               | KL Jay       | 0:43    |
| 10 | Vida Loka I                       | Racionais MC's    | KL Jay       | 1:28    |
| 11 | Noite brutal/Um novo dia          | Aori e Livia Cruz | KL Jay       | 0:31    |
| 12 | Tribal Parte 1                    | KL Jay e Kamau    | KL Jay       | 2:28    |
| 13 | Caminho certo (Din Din Don)       | Rota De Colisão   | KL Jay       | 2:36    |
| 14 | Do crossfader ao microfone de aço | Andrômeda         | KL Jay       | 2:34    |
| 15 | Amigos (a cappella)               | Slim Rimografia   | KL Jay       | 1:45    |
| 16 | Essa é prus amigos                | De Leve           | KL Jay       | 1:41    |
| 17 | Humilde mas ligeiro               | Maloka S/A        | KL Jay       | 0:18    |
| 18 | Firme e Forte                     | KL Jay            | KL Jay       | 4:17    |
| 19 | Som pras pistas                   | Otimistas         | KL Jay       | 4:07    |
| 20 | Mel e dendê                       | Livia Cruz        | KL Jay       | 3:58    |
| 21 | Vida vadia                        | Costa a Costa     | KL Jay       | 5:19    |
| 22 | ½ índio ½ preto                   | Os Camaradas      | KL Jay       | 2:51    |
| 23 | Bola de meia                      | Potencial 3       | KL Jay       | 5:26    |
| 24 | Insônia                           | Turma do Bairro   | KL Jay       | 4:07    |